# Hirschfeld, Sachsen
Hirschfeld är en kommun och ort i Landkreis Zwickau i förbundslandet Sachsen i Tyskland. Kommunen har cirka 1 100 invånare.
Kommunen ingår i förvaltningsområdet Kirchberg tillsammans med kommunerna Crinitzberg, Hartmannsdorf bei Kirchberg och Kirchberg.